# Greko-buddhistisk konst

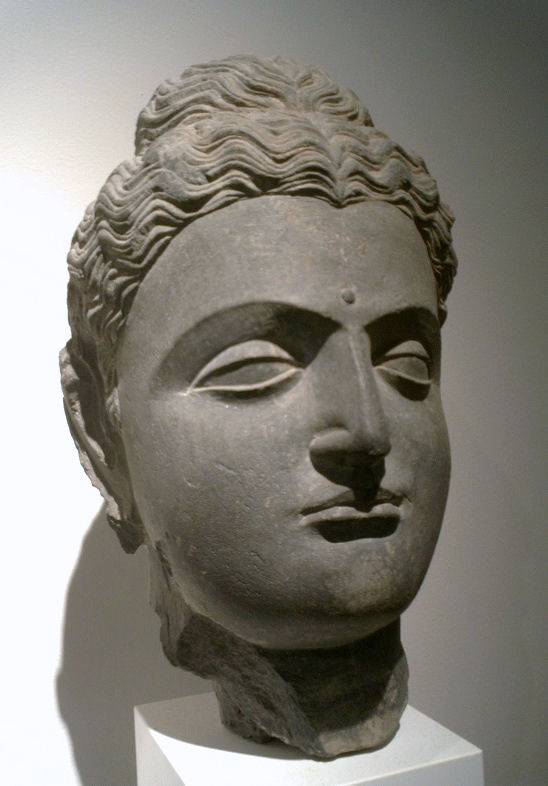
Buddhahuvud från Gandhara, första eller andra seklet e.Kr.

Greko-buddhistisk konst, hellenistisk-buddhistisk konst, är den greko-buddhistiska kulturella synkretismen mellan hellenistisk och buddhistisk konst som utvecklades i Centralasien under perioden mellan Alexander den stores erövringar på 300-talet f.Kr. och de islamiska erövringarna av området på 600-talet e.Kr. Den greko-buddhistiska konsten, en unik sammansmältning av västerländska och österländska konsttraditioner, producerade med hjälp av den stark idealiserade, hellenistiska realismen de första framställningarna av buddhan i människogestalt, ett bidrag som fortfarande kan skönjas i den buddhistiska konsten, i första hand i skulpturen, över hela Asien.

## Historik
Den greko-buddhistiska konstens uppstod i det hellenistiska greko-baktriska riket (250-130 f.Kr.) i dagens Afghanistan. Dess hellenistiska kultur spred sig in på den indiska halvön genom de indo-grekiska rikena (180-10 f.Kr.) för att därefter blomstra i Gandhara (dagens norra Pakistan) under det kushanska riket (Kristi födelse-100 e.Kr.). Den påverkade starkt den buddhistiska konsten först i Mathura och därefter i Gupta-riket vars kulturella inflytande sträckte sig över stora delar av Sydostasien. Det greko-buddhistiska inflytandet sträckte sig även norrut in i Centralasien och påverkade starkt konsten i Tarimbäckenet för att därigenom lämna spår i den kinesiska, koreanska och japanska konsten.
|  |
|  |

Under de tre sekel som följde Alexanders erövringar omkring 330 f.Kr. verkade i området kring Baktrien, Sogdiana och i dagens norra Indien starka hellenistiska stater: Det seleukidiska riket (-250 f.Kr.); det greko-baktriska riket (-130 f.Kr.); och de indo-grekiska staterna (180 f.Kr.-10 f.Kr.). I dessa hellenistiska kungadömen grundades städer efter grekiska förebilder, som Ai-Khanum i Baktrien, där man funnit papyrusrullar med Aristoteles skrifter och stora mängder mynt. Dessa mynt, som slogs av grekisk-baktriska kungar som Demetrios I av Baktrien, är de tydligaste exemplen på hellenistisk konst i regionen. Bl.a. har man här hittat den hellenistiska världens största silver- och guldmynt som dessutom räknas till de konstnärligt och tekniskt mest avancerade – fullt i klass med den klassiska antika världens allra förnämsta mynt och överlägsna de samtida kungarikena i väst.
Då det Greko-Baktriska riket invaderade Indien för att etablera det indo-grekiska kungadömet nordvästra Indien 180 f.Kr. började den hellenistiska kulturen sprida sig på den indiska kontinenten. I befästa, grekiska städer, som Sirkap i norra Pakistan, har man funnit byggnader med hellenistisk växtornamentik och stenpaletter (för aromatiska oljor) med motiv från den grekiska mytologin, som en nereid ridandes sjöodjuret Ceto. I Hadda har man funnit bilder av guden Atlas, vindgudar som kom att påverka även den japanska konsten och dionysiska scener där festdeltagarna dricker vin ur amforor och spelar instrument.
|  |  |

De grekiska kungarna som etablerade det Indo-grekiska kungadömet var välvilligt inställda till buddhismen och deras maktövertagande åtföljdes av en sammansmältning av hellenistiska och buddhistiska stilelement – en konstnärlig trend som höll i sig under flera sekler för att ytterligare frodas i det kushanska riket efter Kristi födelse. I den greko-buddhistiska konsten började buddhan avbildas med den hellenistiska konstens idealiserade realism. Bodhisattva avbildades som en indisk prins med ädelstenar och bart bröst. Buddhorna återgavs som grekiska kungar iklädda en himation (ett togaliknande plagg). De byggnader som omgav skulpturerna inkluderade grekiska motiv som ornamentala rullverk och korintiska kolonner. Templens panteon utgjordes av grekiska gudar som Atlas och Herakles och indiska gudar som Indra.